# Єжиця
Єжиця (словен. Ježica, нім. Jeschza) — поселення (раніше окреме), розташоване в північній частині Любляни та в центральній частині Словенії. Була частиною Верхньої Крайни, нині включена до складу Осреднєсловенського регіону.

## Географія
Єжиця — кластерне поселення, розташоване на півночі Любляни на відкритих ділянках ріки Сава, початково складалося з фермерських угідь, що знаходилися на терасах над Савою. Ґрунти на території поселення піщані, на захід від Єжиці знаходяться масиви полів.
На півночі та сході простягається до ріки Сава, на півдні та сході — до поселення Мала вас (словен. Mala vas), на заході — до поселення Савлє (словен. Savlje).

## Назва
Вперше згадується в письмових джерелах у 1356 під назвою Gezziczsch (також Yessicz (Єсіч) (1425) та Jesicz (1464)). Назва походить від словенського слова jeza, що означає «невеликий трав'янистий схил між двома пласкими ділянками в долині». Поселення мало також німецьку назву Jeschza.

## Історія

### Римська епоха
Через Єжицю, перетинаючи Саву, проходила римська дорога від Емони до Целє; вважається, що тут було також давньоримське поселення.:349 У 1880 у Єжиці біля церкви було знайдено могилу часів Римської імперії. Після розпаду Римської імперії мігруючі племена зруйнували міст; він був замінений паромом, який функціонував до 1724.

### Рання нова доба
У 1515 шість тисяч селян зібралися в місці, де нині знаходиться курорт, та зустрілися з імперськими комісарами під головуванням губернатора Штирії Зігмунта Дітріхштейна. Влада намагалася заспокоїти народні маси, однак ці спроби зазнали невдачі. Після цього вибухнуло селянське повстання.
У 1713 був розроблений план будівництва нової дороги від Відня до Трієста. Роботи були завершені у 1730 — тоді у Єжиці з'явився міст — вперше з часів, коли був зруйнований давньоримський. Єжиця мала важливе значення, оскільки контролювала доступ до мосту через Саву — біля нього знаходилася фортеця. Споруда була придбана родиною Тавчар (словен. Tavčar) перед початком Другої світової війни.:349

### Нова доба
У 1846 був збудований новий міст через Саву; він послугував основою для сучасного мосту. У 1869 була збудована школа, у якій у 1871 розпочалися регулярні навчання. У 1891 через Єжицю було прокладено залізничне сполучення Любляна — Камнік, а в 1893 збудовано станцію Tauzherhof (Тауцергоф). У 1895 у Любляні стався землетрус, який також завдав руйнувань і в Єжиці; особливо постраждала церква, пізніше вона була відновлена.
У 1902 за ініціативи місцевої влади з'явилася пожежна станція. У 1910 відкрито перше поштове відділення, залізничну станцію перейменовано в Jeschza, також було збудовано водопровід. Під час Першої світової війни солдати розквартировувалися в житлових будинках, готелях та крамницях. У травні 1916 італійські війська намагалися оволодіти Єжицею та Брегаровим луком (словен. Bregarjev travnik) біля готелю «У російського царя».

### Друга світова війна
11 квітня 1941 Єжиця була частково (до Сави) окупована італійською армією, хоча місцеві мешканці очікували приходу німців. Німецькі війська окупували територію на схід від мосту, по якому й була встановлена межа між італійськими та німецькими володіннями. Декількома місяцями пізніше вона була відсунута на кілька метрів на південь. Межа перетинала територію з полями під назвою Prod, а також села Савлє (словен. Savlje) та Клече (словен. Klece). Німці збудували дорогу, що проходить через ці території, відому під назвою Німецька (словен. Nemška cesta, нині має назву Обхідна (словен. Obvozna cesta)). Також було збудовано нове залізничне полотно, що сполучало Камнік та залізницю Верхньої Крайни, подовжену до села Лазе-при-Долскем. Кордон був огороджений дротами, мінними полями та оглядовими вежами. На території Єжиці знаходився головний транскордонний перехід (нині в цьому місці знаходиться автобусна зупинка). 7 вересня 1941 здійснена перша акція спротиву італійським окупаційним військам, коли вночі були атаковані загони італійської прикордонної поліції в районі селища Мала Вас (словен. Mala Vas). Двоє поліцейських були тяжко поранені. У 1955 цей день у Єжиці був оголошений пам'ятним. Після 1943 італійські війська залишили Єжицю та всю територію Любляни, після чого туди зайшли німці. В результаті було створено Словенське домобранство. Словенські партизани зайняли Єжицю та інші частини нинішньої Любляни у травні 1945.

### Соціалістична Республіка Югославія
Відбудова Єжиці розпочалася незабаром після завершення Другої світової війни. У 1947 засновано сільськогосподарський кооператив. Також був відновлений автобусний рух, у 1958 прокладено тролейбусні лінії, які, однак, були ліквідовані у 1968. У 1950 на цвинтарі Стожице були створені партизанська могила та пам'ятник Невідомому солдату. У 1955 встановлено пам'ятний знак на честь народного героя Даніли Кумара. У 1961 до Єжиці приєдналося селище Мала Вас. У 1970-х біля Єжиці був збудований житловий квартал Bežigrajska soseska 7 (BS 7), що поєднував міську частину з рештою Любляни. У 1974 Єжиця увійшла до складу міста Любляна, перейшовши у статус адміністративної одиниці.

### Незалежна Словенія
Єжиця з часом стала більш різноманітною, особливо її околиці. Маленьке село стало частиною Любляни. Конструкції нових будинків привнесли інші риси в ландшафт. У 2014 збудовано новий парк, що простягнувся від Єжиці до Ярше (словен. Jarše), а також прокладено маршрут, який став популярним серед наїздників та велосипедистів.

## Вулиці
Вулиця Єжиця знаходиться у верхній частині селища, у нижній розташована вулиця Стара Єжиця. Біля ріки Сава пролягає вулиця Na Produ (на гравію). Вулиця Братів Чебуль (словен. Ulica Bratov Čebulj) названа на честь трьох братів — Алоїза, Вінко та Франка, які загинули під час Другої світової війни, воюючи на стороні Визвольного фронту Словенії. Алоїз був убитий у населеному пункті Крвавєц (словен. Krvavec), Вінко — у Савлє, а Франк — на Осовницьких пагорбах над населеним пунктом Шкоф'я-Лока (словен. Skofja loka) (нині там знаходиться меморіальний знак).
Вулиця Братів Куновар (словен. Ulica bratov Kunovar) названа на честь двох братів — місцевих уродженців Франка та Славко, які також воювали на боці Визвольного фронту Словенії. Франк загинув біля Крані, а Славко — на Калише. Калішніков трг (словен. Kališnikov trg) названий на честь Йоже Калішніка — активіста, який у 1942 приєднався до партизанського руху та загинув у цьому ж році біля Подутіка (словен. Podutik).
Вулиця Даніли Кумара названа на честь бійця бригади Томшича, уродженця населеного пункту Хум, який у 1942 приєднався до Визвольного фронту Словенії та загинув біля Шкоф'я-Локи. На його честь названа також школа у Стожице (словен. Stozice).
Вулиця Удванка (словен. Udvanceva ulica) названа на честь місцевого уродженця Матії Удванка (словен. Matija Udvanc) — слюсаря, який був членом Комуністичної партії Югославії, добровольцем у Громадянській війні в Іспанії та партизаном. Загинув під час битви з німецькими військами у Планиці, що розташована неподалік Жабниці.
Вулиця Тесовника (словен. Tesovnikova ulica) названа на честь Віктора Тесовника (словен. Viktor Tesovnik), діяча Визвольного фронту Словенії, а з 1944 — бійця Югославської Народної Армії. Згодом отримав офіцерське звання. Помер у 1949 від отриманих поранень.
На території Єжиці знаходяться також вулиці За пожежною станцією (словен. Za gasilskim domom) та Короткий шлях (словен. Kratka pot).

## Туризм
Єжиця почала розвиватися наприкінці XIX століття, коли мешканці Любляни почали відвідувати місцеві розважальні заклади. У ті часи по території Єжиці проходила засаджена липами Тиршерова (нині Дунайська) дорога. Туристи любили купатися в Саві, тому тут був збудований спа-заклад. Подальшому розвиткові туризму завадила Друга світова війна, однак він відродився у 1965 з відкриттям автокемпінгу. Туристи (здебільшого з-за кордону) зупинялися в Єжиці через її близькість до Любляни. Готель, розташований тут, є частиною готельного комплексу Florjančkov hram.

### Заклади
Розважальні заклади Єжиці були популярним місцем відпочинку серед мешканців та гостей Любляни. На початку XX століття особливо популярними були Tavčar (Тавчар, Тауцер), Florjanček (Флоріанчик), Штерн, Aleš (Алеш) і Angelca. Тавчар, Штерн та Флоріанчик працюють і досі, на відміну від двох останніх — вони свою роботу як заклади відпочинку припинили.
Двір Тавчара, збудований у 1906, був основним чинником успіху однойменного закладу. Він був названий на честь німецького графа Тауцера, його заклад був відомий також як Tavčar hoff або Tauzherhof. Він був популярний серед мешканців Любляни, які прибували на вихідні до Єжиці, щоби поплавати у Саві. Під час Другої світової війни німці використовували територію закладу для оборони мосту, після закінчення війни тут перебували представники поліції та мешканці. Заклад був націоналізований, потім його приватизувала Бежиградська кейтерингова компанія; нині функціонує здебільшого як бар.
Ресторан Штерн побудований у 1928, названий на честь першого власника (походив з Верхньої Крайни). Під час Другої світової війни у ньому розквартировувалась італійська армія. Після війни був націоналізований та почав функціонувати як ресторан і спа. Працює й сьогодні, пропонуючи словенську та інші кухні.
Florjančkov hram, відомий також як «У флоріанців», почав функціонувати у 1792. Історик та літературний критик Фран Левец народився тут у 1846, а словенський поет Франц Прешерен був його постійним відвідувачем. Ресторан спеціалізується на словенській кухні.

### Спа-курорт
Спа-курорт був організований протягом 1930-х, коли продавець вина Штерн збудував заклад (який стоїть і досі). Потім він побудував гардеробну та душові кабіни. Далі були споруджені басейни з піском. Розвиток закладу перервала Друга світова війна; після її завершення він був націоналізований та перетворений у рекреаційний центр Єжиці. У 1965 тут було відкрито автокемпінг з котеджами, бунгало, зимовими та літніми басейнами та місцем для гри в боулінг. Після 1991 заклад був денаціоналізований та занепав, однак чотири басейни, що користувалися популярністю, функціонували до 2005. Нині басейн відновлений; крім цього, споруджено також басейн з гідромасажем. Спа-курорт перейменовано на Laguna Ljubljana.

## Свята
Традиційна словенська забава — штефання (словен. štehvanje) — почала проводитися в Єжиці та околицях у 1935. Традиція походить з долини ріки Гайль, у Єжиці проводиться кожного червня. З 2012 проводиться вечірка пожежників (словен. gasilska veselica). 7 вересня є днем пам'яті полеглих у війні з нацизмом у Єжиці протягом Другої світової війни.

## Сава
За часів Римської імперії на території сучасної Єжиці було побудовано міст. Регіон був повноводним. Згідно з францисканським кадастром 1825 два мости, що поєднували береги Сави, були вищими за основний третій; один із них був зроблений зі сталі. Роботи були проведені протягом 1895—1908 від Тацена до Санкт-Якоба. Ґрунтові води підвищили рівень води до семи метрів біля водної станції у Клече. У 1953 у Медводе була побудована гідроелектростанція, що вплинуло на русло ріки біля Єжиці.
Протягом XIX століття узбережжя Сави в Єжиці було популярною рекреаційною зоною. Якість води залишалася надто низькою для плавання в річці, однак протягом XX століття вона була покращена зусиллями муніципальної влади Любляни, у планах якої було зробити Саву безпечною для купання.

## Церква

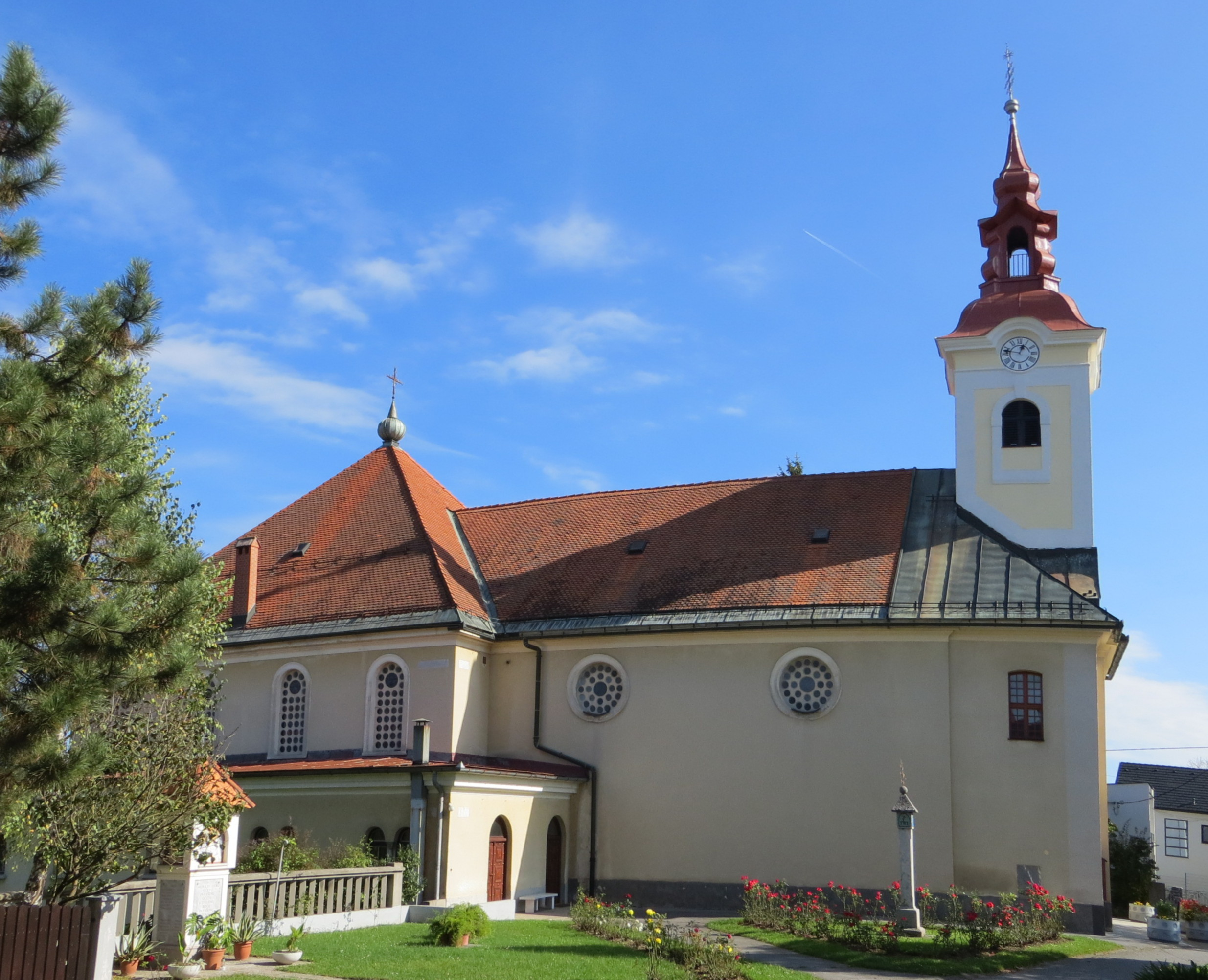
Церква св. Канція

Церква в Єжиці присвячена святим Канцію, Канціану й Канціаніллі, побудована на місці зруйнованого середньовічного храму, який згадується у письмових джерелах 1526 року. Нова церква будувалася з 1792 по 1802; у 1938 східна частина храму була добудована згідно з планами архітектора Вінко Гланца. Зображення Святого Хреста є роботою Андреаса Герляйна, датованою 1802, Хресна дорога — Леопольда Леєра; в інтер'єрі храму присутні також кафедра, оформлена Мірко Шубічем, та мозаїка, виконана Стане Крегаром. Головний вівтар оформлений архітектором Кірілом Зазулею, бічні вівтарі — Янко Омахом. Початково Єжиця була частиною приходу Святого Петра в Любляні.:349 У 1787 Єжиця стала квазі-приходом, а у 1850 — повноцінним приходом. Біля храму є також старовинна каплиця.

## Інша культурна спадщина
- Бункер № 1 — розташований на правому березі Сави. Побудований югославською армією між 1939 та 1940.[15]
- Бункер № 2 — розташований біля залізничного мосту на правому березі Сави. Побудований югославською армією у 1939—40. Є найбільшим бункером, що прикриває річковий перехід.[15]
- Бункер № 3 — розташований на правому березі Сави. Побудований югославською армією у 1939—40.[15]
- Будинок № 254 на Дунайській вулиці — у минулому розважальний заклад Алеш (pri Alešu). Має подвійний симетричний крутий дах і дві мансарди. На дверях викарбуваний рік 1850.[15]
- Будинок школи водіїв — у минулому тут проводилися грошові збори. Будинок був значно меншим до середини XIX століття, потім був перепланований і перероблений.[15]
- Міст на Дунайській вулиці. Знаходиться біля колишнього русла ріки Сава, що заповнюється під час паводків.
- Пам'ятний знак, встановлений біля спа-закладу на честь селянського повстання 1515.[16]

## Видатні особи
- Юрій Япель (словен. Jurij Japelj) (1744—1807) — священник, перекладач, філолог[3]
- Франк Левец (словен. Franc Levec) (1846—1916) — історик літератури, лінгвіст, редактор журналу Ljubljanski zvon[3]
- Алоїзій Мергар (словен. Alojzij Merhar) (псевдонім Сільвін Сарденко) (1876—1942) — поет, письменник, драматург, редактор[6]:349
- Йожеф Прешерн (словен. Jožef Prešern) (1752—1835) — священник, дядько поета Франка Прешерна[3]
- Янез (Іван)[6]:220 Пуцель (словен. Janez Pucelj) (1890—1964) — поет, перекладач[3]
- Матія Сітар (словен. Matija Sitar) (1860—1903) — історик мистецтва[3]
- Франс Шкерль (словен. France Škerl) (1909—1985) — історик[3]
- Фелікс Скерлеп (словен. Feliks Skerlep) (1904—1980) — садовод[3]